# 白水湖 (臺灣地名)
白水湖，舊稱松仔港，為嘉義縣東石鄉掌潭村的一個傳統地域名稱，位於該村偏西。其名稱是來自當地的鹽田，海水倒灌至鹽田時呈現一片白波的景象。

## 聚落
白水湖聚落在日治時期因製鹽業而發展，居民多從現今布袋鎮新厝里一帶搬來定居，自成一村落，以蔡姓、蕭姓為二大姓。白水湖的鹽田自1907年開工，由掌潭製鹽株式會社經營，1941年由台灣製鹽株式會社收購合併，戰後隸屬於臺灣製鹽總廠的布袋鹽場。1983年台鹽實施併晒機械化政策後，已無鹽工家庭。目前居民多從事養蚵業。

## 壽島
壽島原為白水湖的離岸沙洲，長約6公里，屬於朴子溪河口溼地的範圍內。1932年在此在興建了聯絡道路。1935年在此設置壽島海水浴場，為著名的觀光景點。戰後因實施海禁，壽島被劃為戲水禁區。長久以來因地層下陷，聯絡道路在海水退潮時才會露出地面。

## 影視相關
- 蕭麗紅《白水湖春夢》一書以此地為主題
- 2013年電影《天后之戰》取景地
- 2016年電影《一路順風》取景地